# Orthodoxe Kerk in de Tsjechische Landen en Slowakije
De Orthodoxe Kerk in de Tsjechische Landen en Slowakije (Tsjechisch: Pravoslavná církev v Českých zemích a na Slovensku, Slowaaks: Pravoslávna cirkev v českých krajinách a na Slovensku) behoort tot de oosters-orthodoxe kerken binnen het christendom. Ze is een autocefale Kerk.

## Geschiedenis
De huidige kerk is ontstaan in de jaren 1920 uit de Kerk van Brethren. Ze werd toen geleid door Matej Pavlik. Deze werd bisschop gewijd - onder de naam Gorazd – door de patriarch van de Servisch-Orthodoxe Kerk in Joegoslavië.
De leden van de kerk waren meestal bekeerlingen afkomstig uit de Rooms-Katholieke Kerk en de met Rome geünieerde oosters-katholieke kerken. Er waren Tsjechen, Moraviërs, Slowaken en Russen (een klein deel van Oekraïne was tot 1945 van Tsjecho-Slowakije) die zich van het rooms-katholicisme hadden afgekeerd. Men wilde enerzijds terug naar de Slavische oorsprong, de liturgie en het onderricht zoals gegeven door de heiligen Cyrillus en Methodius, die Moravië in 863 gekerstend hadden. Anderzijds wilde men niet, zoals Cyrillus en Methodius wel hadden gedaan, aan de Paus van Rome onderworpen blijven: men aspireerde zelfstandigheid. In de jaren 1930 werden 145.000 gelovigen geteld.
Tijdens de Tweede Wereldoorlog werd deze Kerk net als vele andere Kerken vervolgd. In 1942 werd bisschop Gorazd gearresteerd en geëxecuteerd omdat hij Jozef Gabčík en Jan Kubiš, de moordenaars van Reinhard Heydrich, had laten onderduiken in de Sint-Cyrillus-en-Methodiuskerk in Praag. 256 orthodoxe priesters en gelovigen werden eveneens geëxecuteerd of naar werkkampen in het Derde Rijk gestuurd.

## Huidige situatie
De oosters-orthodoxe kerken zijn doorgaans nationaal georganiseerd. Tot 1993 was dit ook het geval in het toenmalige Tsjecho-Slowakije.
Zowel in Tsjechië als in Slowakije zijn er twee bisdommen:
Tsjechië telt het bisdom Praag en het bisdom Olomouc-Brno; in Slowakije liggen het bisdom Prešov en het bisdom Michalovce-Košice.
Sinds het aftreden op 12 april 2013 van metropoliet Christof, aartsbisschop van Praag, vanwege beschuldigingen van breking van zijn monniksgeloften, berustte de leiding van de kerk als locum tenens (= plaatshouder) bij aartsbisschop Simeon Jakovljević van Olomouc-Brno. Laatstgenoemde werd in 2014 opgevolgd door metropoliet Rastislav.